# Girolamo Colonna
Pour les articles homonymes, voir Colonna.
Girolamo  Colonna (né le 23 mars 1604 à Orsogna, dans les Abruzzes et mort à il Finale le 4 septembre 1666) est un cardinal italien du XVIIe siècle.

## Biographie
Girolamo Colonna est né à Orsogna dans la famille Colonna et sa famille élargie comprenait des membres de diverses maisons royales et nobles italiennes du XVIIe siècle. Son père était Filippo I Colonna , prince de Paliano et sa mère était Lucrezia Tomacelli. Sa sœur, Anna Colonna , a épousé Taddeo Barberini , frère des cardinaux Francesco Barberini et Antonio Barberini.
Girolamo étudie le droit (civil et canon) à l'université d'Alcala de Henares en compagnie de Giulio Mazzarini, vers 1619-1621. Les deux jeune gens, Giulio comme compagnon, étudièrent vraisemblablement la Cour d'Espagne et la bonne société madrilène autant que le droit à Alcala.

Le pape Urbain VIII le crée cardinal in pectore lors du consistoire du 30 août 1627 (à 23 ans). Sa création est publiée le 7 février 1628.
Il participe  au conclave de 1644 (élection d'Innocent X). Colonna est notamment archiprêtre de la basilique du Latran et ambassadeur de l'Espagne près du Saint-Siège. Le roi Philippe IV l'appelle en Espagne comme conseiller d'État.
Par sa mère, il est l'oncle des cardinaux  Gianfrancesco Guidi di Bagno (1627) et  Nicolò Guidi di Bagno (1657).

### Famille Colonna
Les autres membres de la famille Colonna ayant été cardinaux sont : 
- Giovanni Colonna (1212) ;
- Giacomo Colonna (1278) ;
- Pietro Colonna (1288) ;
- Giovanni Colonna (1327) ;
- Agapito Colonna (1378) ;
- Stefano Colonna (1378) ;
- Oddone Colonna,  le pape Martin V (1405) ;
- Prospero Colonna (1426) ;
- Giovanni Colonna (1480) ;
- Pompeo Colonna (1517) ;
- Marco Antonio Colonna, seniore (1565) ;
- Ascanio Colonna (1586) ;
- Carlo Colonna (1706) ;
- Prospero Colonna (1739) ;
- Prospero Colonna di Sciarra (1743) ;
- Marcantonio Colonna (1759) ;
- Pietro Colonna (1766) ;
- Benedetto Barberini Colonna di Sciarra (1863).

### Sources
- Fiche du cardinal Colonna sur le site fiu.edu